# Mine de Puymorens
La mine de Puymorens ou mine de Pimorent est une ancienne mine de fer située dans les Pyrénées-Orientales, en Cerdagne, sur la commune de Porté-Puymorens à proximité du col de même nom.

## Géographie
Le site minier, qui comprend les mines à proprement parler, et des bâtiments en ruines, se situe à environ 5 km à l'ouest du bourg de Porté-Puymorens. Accroché à 2 100 m d'altitude, sur le versant nord du pic de Font Negra, il fait face à l'Ariège, dont le vallon, ici très proche de la source, marque la frontière avec Andorre, 1,5 km au nord. Le Pas de la Case est visible depuis les abords de la mine, à environ 3 km à l'ouest.
La mine est accessible via un sentier de randonnée balisé, au départ du col de Puymorens, en moins d'une heure de marche. Le sentier se poursuit jusqu'au Pas de la Case.

## Histoire
Si la mine est exploitée dès le Moyen Âge, les forges à la catalane dès le XVIIe siècle valorisent cet excellent minerai en Andorre et jusqu'en Bergueda et Ripollès.
Plus tard, la mine connaît son apogée avec l'arrivée du chemin de fer. Changeant fréquemment de propriétaires, la seconde guerre mondiale lui permet un surcroit d'activité. Elle ferme définitivement le 1er mai 1966.
De nombreuses ruines et éléments d'exploitations demeurent visibles sur les lieux au XXIe siècle.

## Géologie
La mine fournit un minerai d’excellente qualité comportant entre 52 et 56 % de fer. Celui-ci est intercalé dans des schistes ardoisiers du silurien.

## Exploitation
Possédant dès 1869 un haut-fourneau à Tarascon-sur-Ariège, la Société métallurgique de l'Ariège devenue propriétaire de la mine va entreprendre de gros investissements pour relier les deux sites de manière plus efficiente notamment par la construction de plans inclinés ferroviaires.
À partir de 1929, le transport du minerai est effectué par câble jusqu'à la gare de l'Hospitalet-près-l'Andorre.

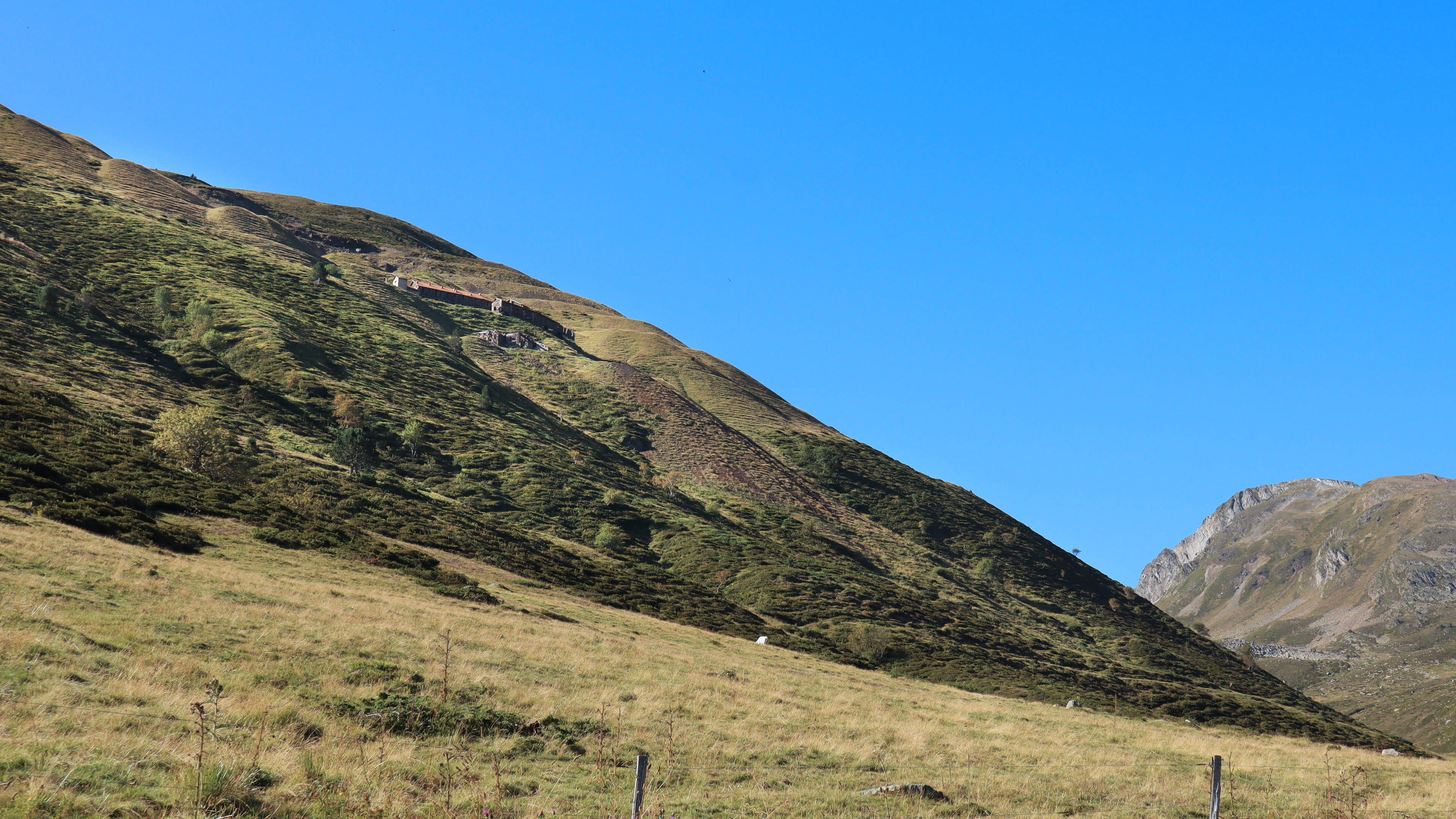
La mine vue de la RN20.
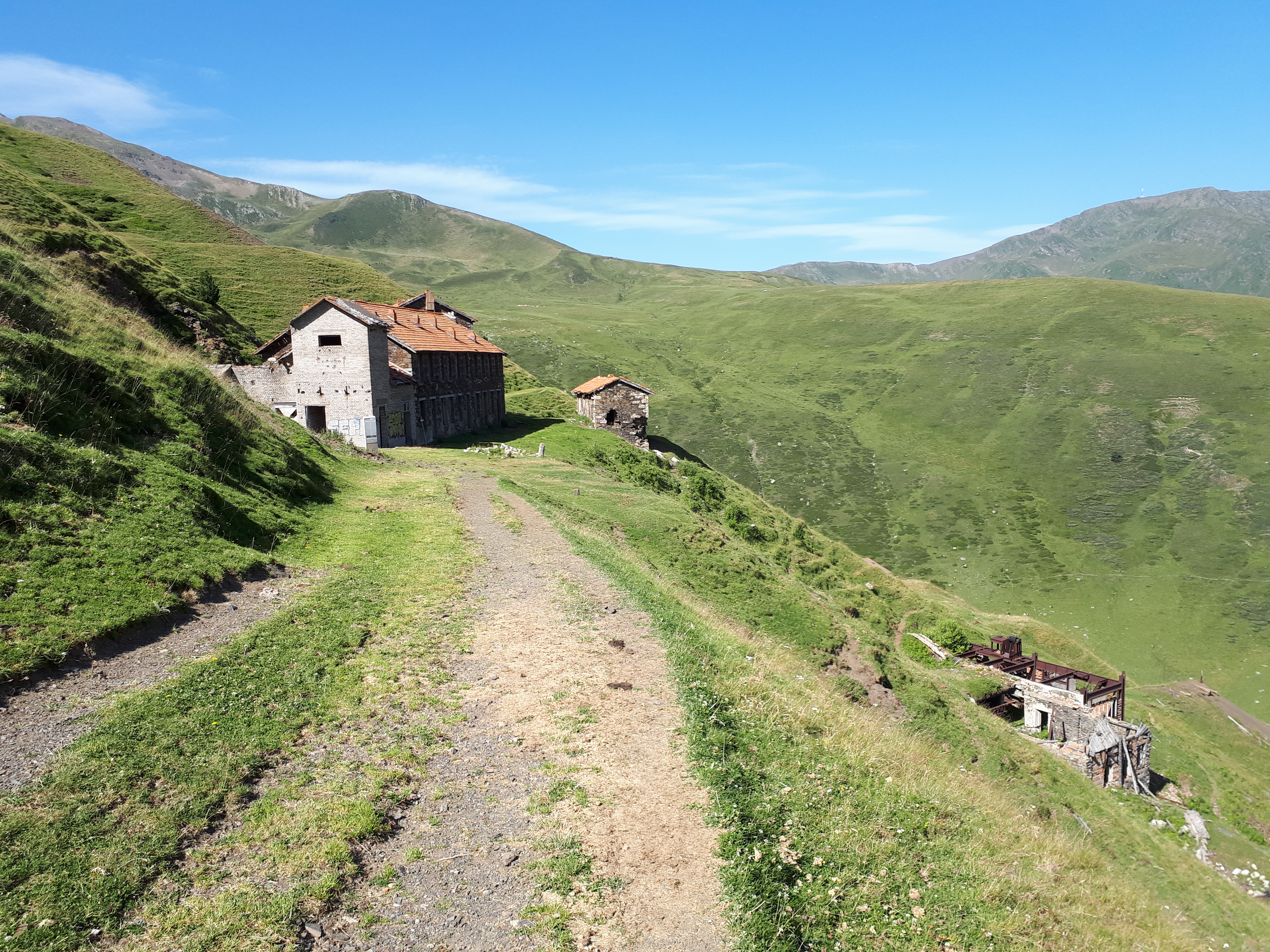
Le site en 2020.
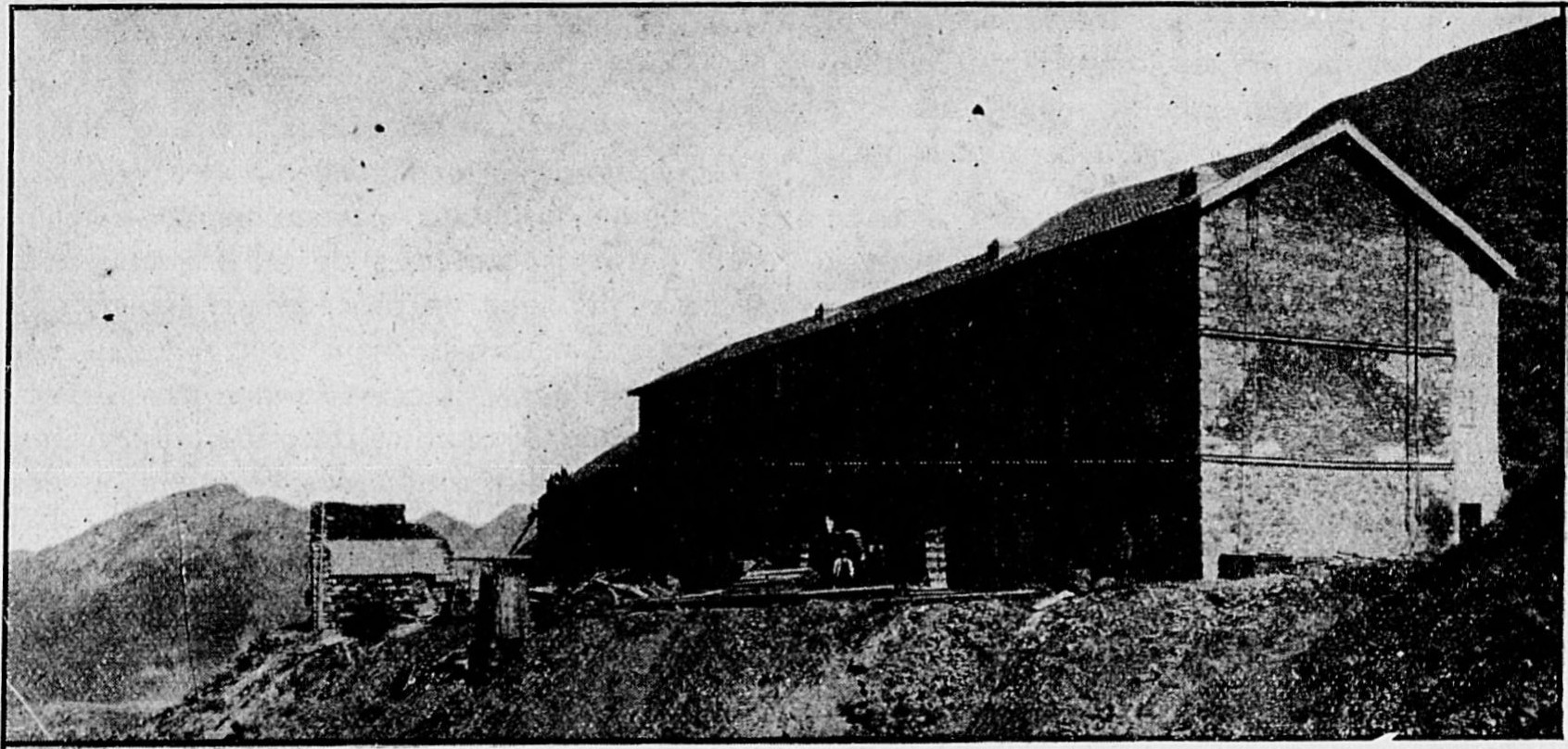
Logement de mineurs.
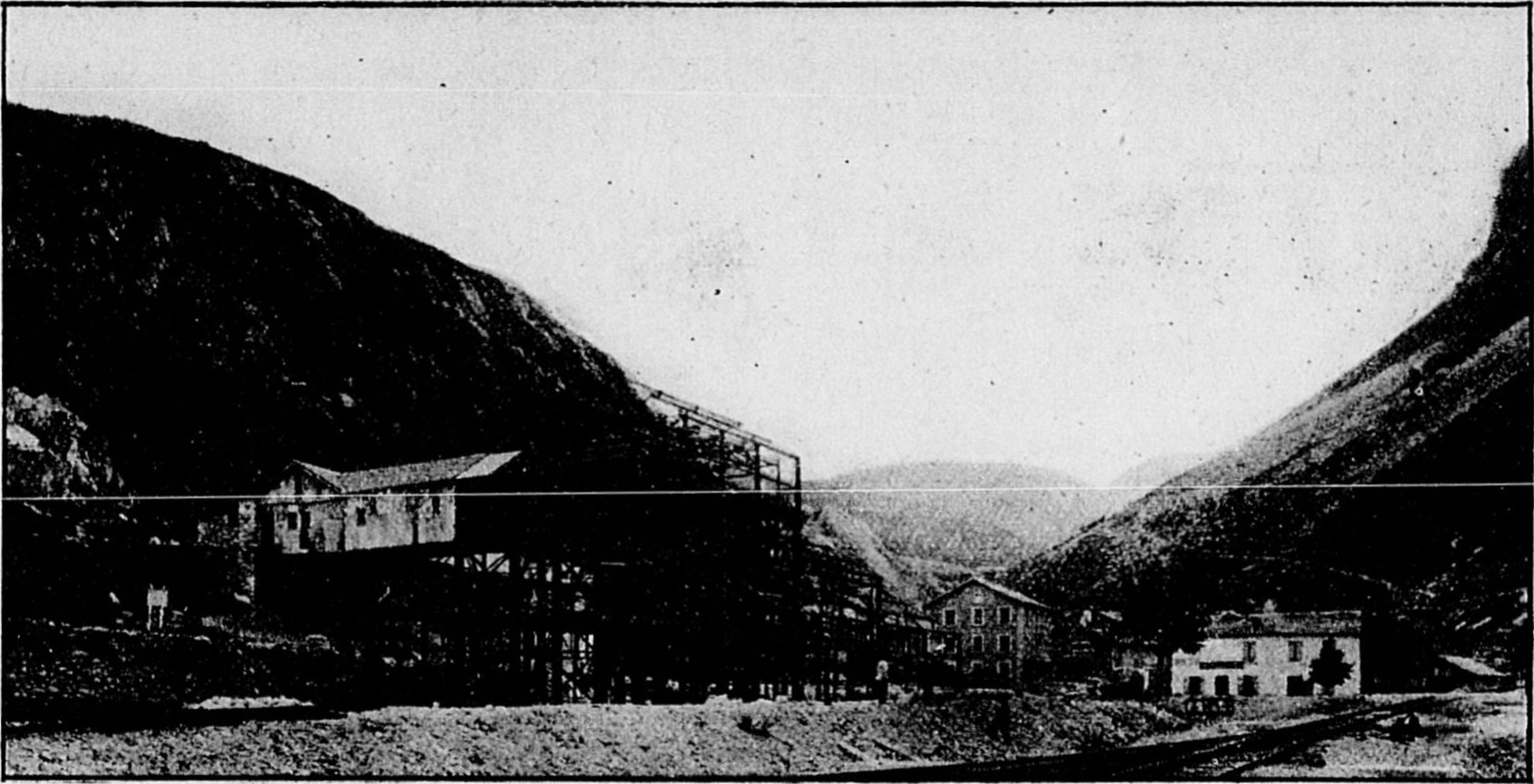
Station d'arrivée du câble à l'Hospitalet et estacades de minerai. Vue pendant la construction en 1928.